# Condado de Day
O Condado de Day é um dos 66 condados do Estado americano da Dakota do Sul. A sede do condado é Webster, e sua maior cidade é Webster. O condado possui uma área de 2 826 km² (dos quais 162 km² estão cobertos por água), uma população de 6 267 habitantes, e uma densidade populacional de 2 hab/km² (segundo o censo nacional de 2000).